# Касымова, Мухарам
Мухарам Касымова (узб. Muharram Qosimova; 1915 год, Туркестанский край, Российская империя — неизвестно, Узбекская ССР) — звеньевая виноградарского совхоза № 7 Министерства пищевой промышленности СССР, Ташкентская область, Узбекская ССР. Герой Социалистического Труда (1951).

## Биография
Родилась в 1915 году в крестьянской семье в одном из сельских населённых пунктов современного Кибрайского района. С раннего возраста трудилась в сельском хозяйстве. С 1941 года трудилась в колхозе «Дурмон» (в последующем — виноградарский совхоз № 7) Орджоникидзевского района. В послевоенное время была назначена звеньевой виноградарского звена.
В 1950 году звено под её руководством собрало в среднем с каждого гектара по 217,7 центнеров винограда на участке площадью 5,7 гектаров. Указом Президиума Верховного Совета СССР от 1 ноября 1951 года удостоена звания Героя Социалистического Труда с вручением ордена Ленина и золотой медали «Серп и Молот».
В 1968 году вышла на пенсию. Дата смерти не установлена.
Награды
- Герой Социалистического Труда
- Орден Ленина — дважды